# Bühnenblut – Live in Leipzig
Bühnenblut – "Live in Leipzig" ist das erste Livealbum der thüringischen Dark-Metal-Band Eisregen. Es wurde Ende April 2009 von Massacre Records veröffentlicht. Das Album wurde bereits auf dem Knochenkult-Album angekündigt, wo sich im Beiheft ein Hinweis auf dieses Konzert und einen 2009 zu kaufenden Live-Mitschnitt davon fand. Zu diesem Zeitpunkt lautete der Titel der geplanten Veröffentlichung jedoch noch Kolonie Leipzig.
Dem zweitägigen Konzert wohnten laut Angaben der Band etwa 1400 Besucher bei, darunter auch einige davon aus Österreich und der Schweiz.

## Inhalt
Das auf dem Album veröffentlichte Material besteht aus Aufnahmen, die am 28. und 29. November 2008 im Leipziger Metal-Club Hellraiser gemacht wurden. Anlass des Konzertes war das zehnjährige Jubiläum des zweiten Albums Krebskolonie, das am 28. November 1998 in die Läden kam.
Die erste CD enthält die Lieder, die am ersten Tag gespielt wurden. Gespielt wurden dabei Lieder von den Alben Knochenkult, Blutbahnen und Leichenlager, ebenso von der Hexenhaus-EP. Die Hälfte der Lieder stammt jedoch von Knochenkult, da dies die jüngste Veröffentlichung der Band war. Gespielt wurden auf dem Konzert zwar auch Lieder von den beiden indizierten Alben Farbenfinsternis und Wundwasser, jedoch wurden diese dem Livealbum nicht beigefügt, da dies bedeutet hätte, dass das Werk nur auf Anfrage in den Läden erhältlich wäre. Im Beiheft des Werkes wird dies scherzhaft als „Strafe für die Boyz ’n Girlz, die lieber zu Hause geblieben sind“ bezeichnet. Wie bereits auf den Konzerten der Knochenkult-Tournee, fand sich im Live-Set kein einziges Lied vom ersten Album Zerfall.
Bei der zweiten CD handelt es sich um die Lieder vom zweiten Tag. Hierbei wurde das unter Verbreitungsverbot stehende zweite Album Krebskolonie komplett aufgeführt, jedoch textlich und musikalisch leicht abgewandelt, damit es von der GEMA als eigenes Werk anerkannt wird und nicht wegen Inhaltsgleichheit ebenso dem Verbreitungsverbot zum Opfer fällt. Die textlichen Unterschiede sind dabei jedoch äußerst gering und die Texte „kein Stück weniger blutig“ als die Originale. So heißt es bei Endschlacht (der geänderten Version von Vorabend der Schlacht) statt „Es ist kalt hier draußen bei den Eichen“ nun „Es ist kühl hier draußen bei den Buchen“, entsprechend wurde bei den anderen Titeln vorgegangen. Die einzige Ausnahme bildet hierbei Thüringen 2008, das in etwa der auf Hexenhaus veröffentlichten Neueinspielung Thüringen 2005 entspricht und lediglich zwei abgeänderte Worte enthält.

## Titelliste
CD 1
1. Eine kleine Schlachtmusik – 1:36
2. Eisenkreuzkrieger – 4:09
3. Treibjagd – 5:45
4. 1000 tote Nutten – 5:56
5. Das liebe Beil – 5:09
6. Stahlschwarzschwanger – 5:07
7. Sei Fleisch und Fleisch sei tot – 2:59
8. 19 Nägel für Sophie – 4:31
9. Zeit zu spielen – 4:12
10. Knochenkult – 4:57
11. Schwarzer Gigolo – 4:17
12. Elektro Hexe – 3:41

CD 2
1. Endschlacht – 6:23
2. Ausgeburrrt – 2:17
3. Des Blutes Nachtgewand – 4:38
4. Totfleischkolonie – 7:20
5. Für die Liebend-Toten – 3:02
6. Seuchenkinder – 9:18
7. Blaulippensymphonie – 4:20
8. Im Zwielicht – 5:30
9. Futtermühle – 3:53
10. Thüringen 2008 – 5:32

## Gestaltung
Das Album erschien im Jewelcase als auch im Digipak, zusätzlich noch als Schallplattenversion, die beiden letzteren sind in der Auflagenzahl limitiert. Dem Werk liegt ein 16-seitiges Beiheft in drei Farben bei, die neben einem zweiseitigen Grußwort der Band Bilder der einzelnen Mitglieder finden, die Texte wurden nicht abgedruckt. Wie bereits auf Knochenkult, findet sich auch wieder ein Aufkleber mit dem Hinweis, dass der Inhalt der Texte fiktiv ist. Das Frontbild der Veröffentlichung zeigt das abgedunkelte Bild eines Skeletts, das in einer Kreuzigungspose hängt.

## Rezeption
Zigeunerjunge von Schwarze-News zufolge ist auf dem Album „alles zu finden was der Fan hören möchte“. Dass das Livealbum sämtliche Lieder des Krebskolonie-Albums enthält, bezeichnete er als „besonderes Schmankerl“ und „[d]as eigentliche Hightlight des Leipziger Live Auftrittes“, jedoch gebe es auch „an der zweiten Scheibe […] wirklich gar nichts mehr zu meckern“. Michael LEMPO Decker von metalcon bezeichnete als „Hammer-Livealbum, nichtzuletzt der 2ten CD wegen, die es nun doch noch möglich macht, in den besitz der Krebskolonie zu kommen, auch wenn es irgendwie nicht dasselbe ist“.